# Pukavik
Pukavik är en kommungränsöverskridande tätort, befolkningsmässigt huvudsakligen belägen i Ysane socken  i Sölvesborgs kommun i Blekinge län men även innefattande en del i Mörrums socken i Karlshamns kommun i samma län.
Pukavik ligger vid Pukaviksbukten (Östersjön). Väster om tätorten möts E22:an och Riksväg 15 i en trafikplats.
I Pukavik, på Karlshamnssidan, låg Pukaviks varv, eller Varvet i Björkenäs.

## Befolkningsutveckling
| Befolkningsutvecklingen i Pukavik 1960–2020 | Befolkningsutvecklingen i Pukavik 1960–2020 | Befolkningsutvecklingen i Pukavik 1960–2020 | Befolkningsutvecklingen i Pukavik 1960–2020 | Befolkningsutvecklingen i Pukavik 1960–2020 |
| ------------------------------------------- | ------------------------------------------- | ------------------------------------------- | ------------------------------------------- | ------------------------------------------- |
|                                             |                                             |                                             |                                             |                                             |
| År                                          |                                             |                                             | Folkmängd                                   | Areal (ha)                                  |
| 1960                                        | 1960                                        |                                             | 289                                         |                                             |
| 1965                                        | 1965                                        |                                             | 245                                         |                                             |
| 1970                                        | 1970                                        |                                             | 250                                         |                                             |
| 1975                                        | 1975                                        |                                             | 263                                         |                                             |
| 1980                                        | 1980                                        |                                             | 317                                         |                                             |
| 1990                                        | 1990                                        |                                             | 310                                         | 59                                          |
| 1995                                        | 1995                                        |                                             | 302                                         | 60                                          |
| 2000                                        | 2000                                        |                                             | 295                                         | 60                                          |
| 2005                                        | 2005                                        |                                             | 283                                         | 61                                          |
| 2010                                        | 2010                                        |                                             | 279                                         | 61                                          |
| 2015                                        | 2015                                        |                                             | 343                                         | 116                                         |
| 2020                                        | 2020                                        |                                             | 345                                         | 114                                         |
|                                             |                                             |                                             |                                             |                                             |

## Idrott
I Pukavik finns fotbollsklubben Björkenäs/Pukaviks IF. Säsongen 2011 kvalade sig klubben upp i Division 5 Blekinge. Från hösten 2018 spelar man i division 6B Blekinge Västra.